# Клайпедський повіт
Клайпедскій повіт (лит. Klaipėdos apskritis) — повіт на заході Литви на узбережжі Балтійського моря. Межує з Латвією та Калінінградською областю Російської Федерації, а також з Тауразьким і Тельшяйським повітами.
Південна і південно-західна частина повіту відповідає т. зв. Клайпедському краю (Мемельланду).

## Географія
Річки: Саланта, Натянка, Дубівка, Блінджава.

## Адміністративний поділ
Повіт утворюють території:
- Самоврядування міста Клайпеди
- Самоврядування міста Нерінги
- Самоврядування міста Паланги (1 староство)
- Самоврядування Клайпедського району (11 староств)
- Самоврядування Кретинзького району (9 староств)
- Самоврядування Скуодаського району (9 староств)
- Самоврядування Шилутського району (11 староств)

## Міста
У повіті 9 міст:
1. Клайпеда
2. Кретинга
3. Шилуте
4. Паланга
5. Гаргждай
6. Скуодас
7. Нярінга
8. Салантай
9. Прекуле

## Міжнародне співробітництво
- Калінінградська область, Росія
- Вармінсько-Мазурське воєводство, Польща
- Блекінге, Швеція
- Миколаївська область, Україна
- Одеська область, Україна
- Західнопоморське воєводство, Польща